# Карамански мост
Караманският мост (на гръцки: Γεφύρι Νέας Πλάγιας) е каменен мост в Егейска Македония, Гърция.

## Местоположение
Мостът е разположен в местността Ахладия северно от село Неа Плагия на пътя за Неа Тенедос, на 1,2 km югозападно от развалините на Карамани, метоха на Иверския манастир, където днес е построена църквата „Животворящ източник“.

## История
Каменният мост е построен в XVIII век от монаси от метоха Ватопед (намиращ се в района на Неа Триглия), от метоха на Русико (намиращ се в района на Неа Флогита) и от метоха на Зограф (в днешното селище Зографу. Мостът обявен за исторически паметник, защото е особено интересен със своята симетрична организация и естетическо съвършенство.